# Einar Jan Aas
Einar Jan Aas (Moss, 12 ottobre 1955) è un ex calciatore norvegese, di ruolo difensore.

## Carriera

### Club
Aas iniziò la carriera con la maglia del Moss nel 1973. Due anni più tardi, la squadra guadagnò la promozione nella massima divisione norvegese. Il Verdens Gang (VG) lo premiò come difensore dell'anno nel 1977 e nel 1979.
Si trasferì poi in Germania, per giocare nel Bayern Monaco. A metà della stagione seguente, passò al Nottingham Forest, all'epoca allenato da Brian Clough. Una gamba rotta gli precluse però l'avventura al City Ground.
Tornò al Moss nel 1984 e contribuì alla vittoria del titolo nel 1987, per la prima volta nella storia del club. Nello stesso anno, si ritirò dal calcio giocato.

### Nazionale
Aas giocò 35 partite per la Norvegia, con 3 reti all'attivo. Debuttò il 30 giugno 1977, nella sconfitta per 2-1 contro l'Islanda. Segnò la prima rete il 25 ottobre 1978, nella sconfitta per 3-2 contro la Scozia.

## Palmarès

### Giocatore

#### Club
- Campionato tedesco: 1

Bayern Monaco: 1979-1980
- Campionato norvegese: 1

Moss: 1987

#### Individuale
- Gullklokka

1980